# Albert Müller (Bankier)
Albert Müller (* 21. August 1847 in Minden; † 30. Oktober 1925 in Essen) war ein deutscher Bankier, der als Stadtverordneter der Stadt Essen auch kommunalpolitisch aktiv war.

## Leben und Wirken

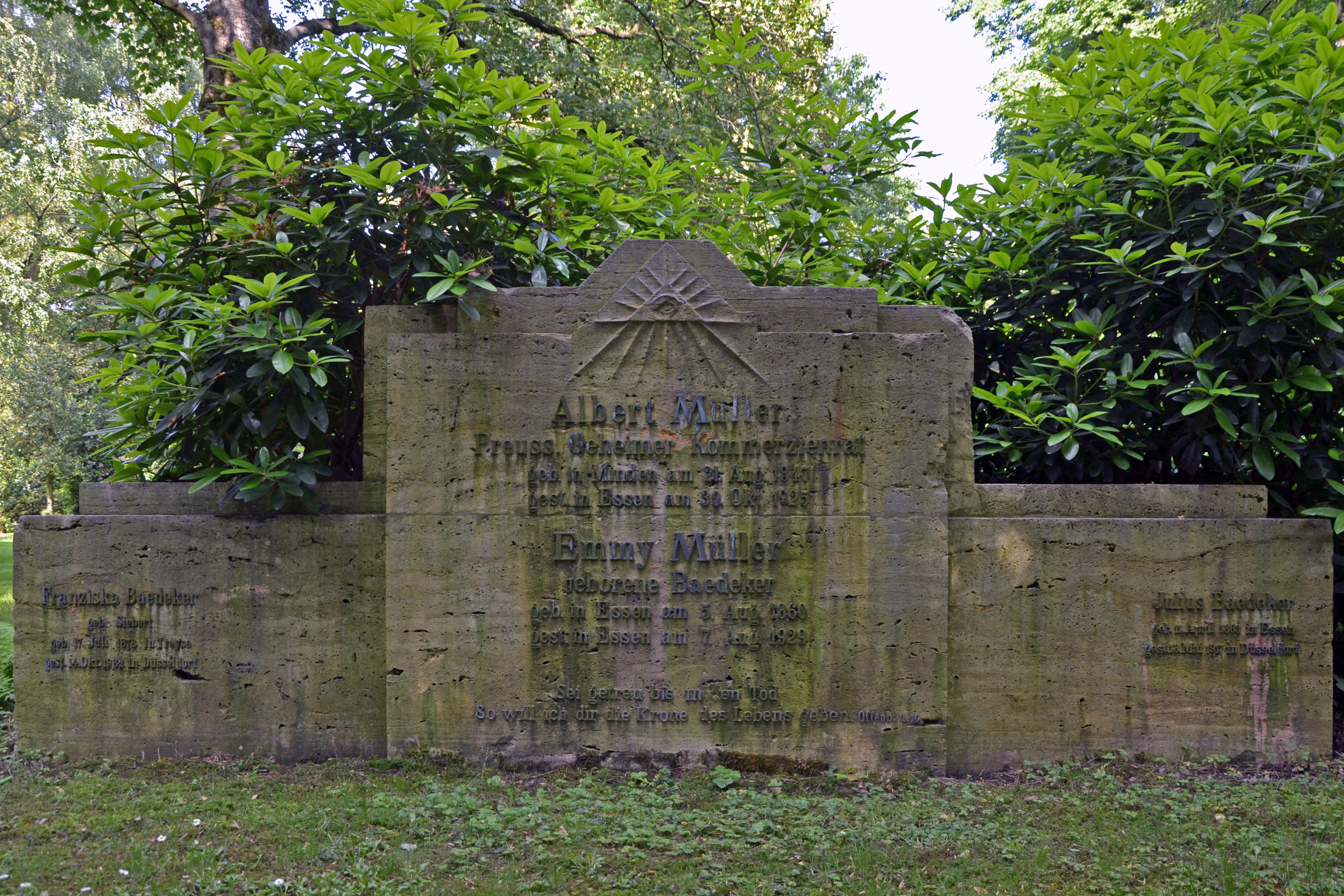
Grabmal auf dem Ostfriedhof Essen

Geboren als Sohn des Kaufmanns August Müller und dessen Ehefrau Emilie Müller geborene Kreft, besuchte Albert Müller das Ratsgymnasium Minden, das er als 15-Jähriger mit der Mittleren Reife verließ, dann leistete er seinen Militärdienst als Einjährig-Freiwilliger ab. Im Anschluss absolvierte er eine kaufmännische Ausbildung. 1870 trat er als Volontär in den damaligen Vorschuss-Verein in Minden ein.
1872 wurde Müller zum Direktor der noch jungen Herforder Disconto-Bank berufen. 1875 wurde er Leiter der Westfälischen Bank in Bielefeld. Zusammen mit dem Bankier Carl Klönne sanierte er 1879 diese Bank. Auf der Zeche Friedrich der Große in Herne übernahm Müller 1879 den Posten des kaufmännischen Direktors. Hier lernte er den Unternehmer Friedrich Grillo kennen, der dafür sorgte, dass er 1881 in den Vorstand der Essener Credit-Anstalt (ECA) gewählt wurde. So war Albert Müller maßgeblich am Aufstieg der ECA beteiligt, bis er 1906 als Nachfolger von Richard Bömke den Vorsitz im Aufsichtsrat übernahm und bis 1922 ausübte. Auch nachdem Müller nahezu vollständig erblindet war, blieb er Mitglied im Aufsichtsrat bis zu seinem Tod 1925. Zudem war er Vorstand der Essener Börse und Mitbegründer der Zeche Fürst Leopold in Dorsten.
Außerdem betätigte sich Albert Müller sozialpolitisch. So gründete er die Albert-Müller-Stiftung für kaufmännische Angestellte und ein Müttererholungsheim, die Stiftung der Engelsburg in Essen-Werden. Er förderte das kaufmännische Fortbildungswesen und übte zudem mehrere Ehrenämter aus. Des Weiteren leitete er die Abteilung Essen des Deutschen Flottenvereins.
Zwischen 1897 und 1904 war Albert Müller Mitglied des Stadtverordneten-Kollegiums der Stadt Essen. Er war Gesellschafter der am 8. Januar 1910 gegründeten Essener Hotelgesellschaft m.b.H. Kaiserhof zum Zweck der Ausrüstung, der Einrichtung und des Betriebs eines modernen, großen Hotels, dem 1912 eröffneten Hotel Kaiserhof.
Am 24. Oktober 1906 wurde er zum (königlich preußischen) Kommerzienrat und am 31. Oktober 1918 zum Geheimen Kommerzienrat ernannt.
1882 heiratete er in Essen Emmy Baedeker (1860–1929), die Tochter des Verlegers, Buchhändlers und Redakteurs Julius Baedeker; die Ehe blieb kinderlos. 
Albert Müller wurde auf dem Friedhof am Kettwiger Tor beigesetzt. Als dieser 1955 aus städtebaulichen Gründen aufgelassen werden musste, wurde das Familiengrab auf den Essener Ostfriedhof umgebettet. 
In Dorsten ist die Müllerstraße nach Albert Müller (als Mitbegründer der Zeche Fürst Leopold) benannt.